# 406 mm/45 корабно оръдие
16 дюймово оръдие с дължина 45 калибра е корабно оръдие с калибър 406 mm за линкорите на Руския Императорски флот.

## Предпоставки
След завършване на проектирането на 356-мм/52 оръдия в руския Морски Генерален Щаб (МГЩ) се разглеждат предварителни разчети за 15-дюймово (380-мм) оръдие: тегло на снаряда 920 кг, скорост на снаряда около 720 м/с. Обаче това не продължава дълго – МГЩ решава да премине веднага към калибър 16 дюйма (406 мм), като това се случва по едно и също време с американския МГЩ.

## Начало на проектирането
Предполага се създаването на оръдие с дължина на ствола 45 калибра, снарядите от различен тип – бронебоен, полубронебоен и фугасен – трябва да са с еднакво тегло то 1116,3 кг, и да съдържат съответно 30, 76 и 90 кг взривно вещество. Следва да се каже, че такова тегло на снаряда, за времето Първата световна война, е доста голямо, американското оръдие 406/45 Mk.1 има тегло на снаряда от 957,1 кг., немското, проектирано за проекта L20 – 1000 кг, английското Mk.I, проектирано за G3 през 1922 г. и намиращо се на въоръжение при „Нелсън“ (HMS Nelson) – 929 кг.
Поръчките за създаването на оръдието са дадени на „Викерс-Армстронг“ и на Обуховския завод. Като и в двата случая снарядите са еднакви.

## Проект на „Викерс-Армстронг“
През 1917 г. за изпитания е предадено оръдие на „Армстронг“. Теглото на заряда е 332 кг (с руски барут), скоростта на снаряда съставлява 757 м/с, като при изпитанията е измерена 766 м/с. Разработен е вариант с увеличен до 350 кг заряд, скоростта на снаряда, при което, трябва да състави 793 м/с. Също така се предполага удължаване на ствола от 45 до 50 калибра, като скоростта, при това, би съставила над 800 м/с.
През 1919 г. оръдието е преправено в калибър 205 мм с дължина 122 калибра. Теглото на снаряда съставя 133 кг, теглото на заряда – 142 кг (с британски барут), скоростта на снаряда – 1494 м/с. Скоро след изпитанията работите по него са прекратени.

## Проект на Обуховския стоманолеярен завод
Оръдието в ОСЗ съществува само във вид на проект – до 1917 г., поради натовареността на завода, оръдието не е готово, а само отделни негови възли. То се отличава от английския проект по конструкцията на ствола. Теглото на заряда съставлява 373 кг, скоростта, по проект, съставлява от 820 до 850 м/с – доста много за Първата световна, отчитайки теглото на снаряда, примерно същата скорост (понякога и по-ниска) имат чуждестранните аналози, при доста по-леки снаряди.

## Други проекти
В Путиловския завод се разработва проект за линкор в няколко варианта, те имат главен калибър с дължина от 52 калибра – в ранните варианти с калибър 356 мм, а в по-късните – 406 мм. Скоростта на снаряда за 406/52 оръдия е неизвестна, съдейки по всичко е над 800 м/с, известно е само теглото на снаряда – 1128 кг. Известно е, че детайлно това оръдие не се разработва.

## Оръдейни 406-мм кули

### Утвърден проект
Разработени са кули с 2, 3 и 4 ствола. Бронирането им е следното: по кръг 400 мм, предна наклонена част на покрива 200 мм, задна хоризонтална част на покрива 250 мм, барбет над горната палуба 375 мм, между горната и втората палуби 250 мм, горна бронирана палуба 35 мм, втора бронирана палуба 75 мм.

### Други проекти
Флагманският артилерист на щаба на бригадата балтийски линкори, Н. А. Вирениус, и вицеадмирал В. Н. Ферзен разработват проект за брониране на линкор с 16-дюймова артилерия. Според проекта оръдейните кули имат брониране по челото от 500 мм, тил – 250 – 300 мм, в предната наклонена част на покрива – 250 мм, на задната наклонена част на покрива – 200 мм, барбети над горната палуба от 450 мм.
По-късно Н. А. Вирениус разработва предложение за разполагане на артилерията във вид на четири надлъжно разположени кули, две двуоръдейни и две четириоръдейни крайни кули.
Свой проект за брониране на оръдейните кули се разработва в Путиловския завод, който е по-близък до официално утвърдения. Има два варианта за брониране – за кулите с 14-дюймови и с 16-дюймови оръдия. При първия вариант бронирането по челото, страните, тила и покрива съставя 375, 375, 350 и 175 мм, при втория – 400, 400, 350 и 200 мм. Бронирането на барбетите над/под горната палуба за 14-дюймовите кули е 375/225 мм, при 16-дюймовите – 400/250 мм. В проекта за линкори 14-дюймовите кули са само триоръдейни, а 16-дюймовите кули са три- и четириоръдейни, максималния брой оръдия е по 12 броя.
Разработвани са и специални механизми, ускоряващи презареждането, според изчисленията скорострелността трябва да се увеличи, след всички подобрения, от 1,5 – 2 изстрела в минута до 4.

## Оценка на проекта
За Първата световна война 406/45 оръдие е крайно мощно – с най-тежкия снаряд през Първата световна война и с далеч не най-ниската скорост на снаряда – в случая минималната разчетна скорост на оръдието на ОСЗ – 820 м/с – дулната енергия би имала не по-малка стойност, отколкото на американското 406/50 оръдие Mk.7 (на линкорите от типа „Айова“), считащо се за едно от най-добрите в своя калибър (тегло на снаряда 1225 кг, скорост на снаряда 762 м/с). По същество, само Революцията и последващия хаос не позволяват да се осуществят авангардните планове на руския МГЩ. Впрочем, раработките по 406/45 оръдие на Обуховския завод се използват в създаването на 406/50 оръдие Б-37.